# Cremastra appendiculata
Cremastra appendiculata är en orkidéart som först beskrevs av David Don, och fick sitt nu gällande namn av Tomitaro Makino. Cremastra appendiculata ingår i släktet Cremastra, och familjen orkidéer.

## Underarter
Arten delas in i följande underarter:
- C. a. appendiculata
- C. a. variabilis

## Bildgalleri

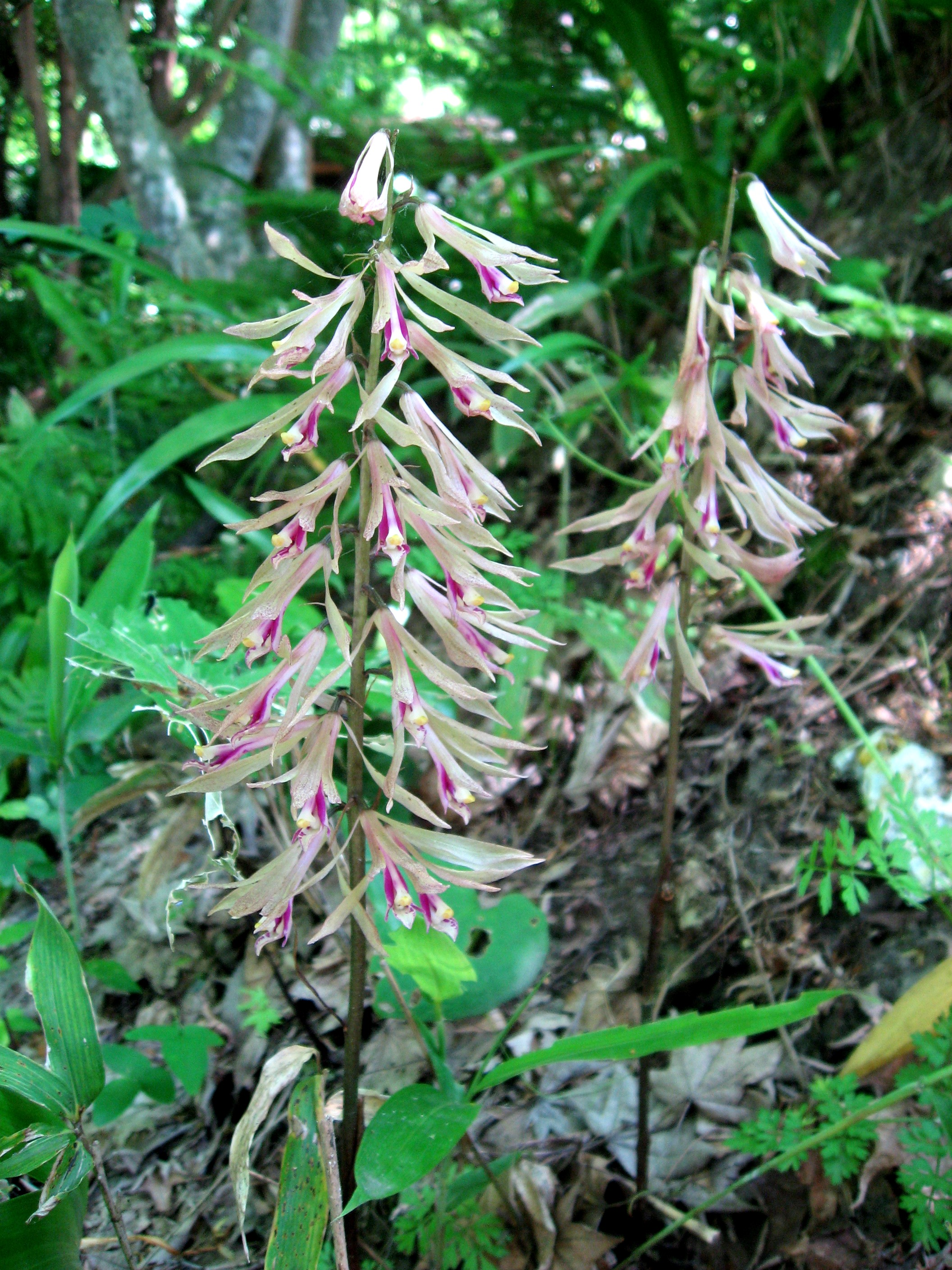